# André Melançon
Pour les articles homonymes, voir Melançon.
André Melançon est un réalisateur québécois né le 18 février 1942 à Rouyn et mort le 23 août 2016 à Montréal. Il est principalement connu pour avoir réalisé des films de la série des Contes pour tous, notamment La Guerre des tuques et Bach et Bottine.

## Biographie

### Jeunesse
André Melançon est le troisième enfant né de Gervais Melançon, un épicier, et de Jeannette Beaumier, une infirmière de la région de Québec. Il grandit à Rouyn en Abitibi, une ville qui, à l'époque, ne compte pas moins de sept salles de cinéma. C'est dans ce cadre qu'il voit son premier film à l'âge de quatre ans : Tarzan.
Durant son adolescence, ce goût pour le cinéma se transforme peu à peu en véritable passion. Un jour, André Melançon est invité par son frère Serge à voir un film de répertoire, La Strada de Federico Fellini. Ce film lui fait l'effet d'une révélation. Il prend alors conscience pour la première fois du pouvoir évocateur du cinéma : « L’histoire racontée par Fellini dans La Strada a été, dans ma jeunesse, un accident de parcours fondamental : il a été à l’origine de mon désir de faire du cinéma. La vie du personnage de Giulietta Massina. Le cheminement de celui d’Anthony Quinn. Tout le récit, les images, la musique… c’est tout ce contexte que j’appelle une histoire, c’est-à-dire un événement comportant des personnages, des émotions, un cheminement qui me concernent et me touchent. Fellini raconte une histoire; il ne fait pas une démonstration ». À sa sortie du cinéma, il confie à son frère : « Quand je serai grand, je vais faire des films ».
André Melançon commence ainsi à tourner ses premiers courts-métrages avec la caméra 8 mm de son père, en plus d'utiliser le garage de la maison familiale pour faire des mises en scène (qu'il surnomme des « séances ») avec ses frères et sa sœur,.

#### Études
André Melançon commence son collège classique au séminaire de Joliette. Toutefois, en 1958, sa famille quitte l'Abitibi et s'installe à Outremont, où il terminera son cours classique chez les clercs de Saint-Viateur. Dans ce nouvel environnement urbain, il découvre un monde fort différent de celui de Rouyn, notamment par son accès à la culture : la musique classique, la littérature, de même que la peinture et le théâtre,.
Toujours attiré par le monde du spectacle, au début des années 1960, André Melançon se produit sur scène dans des numéros de mime. Influencé par le travail de Marcel Marceau, il crée ses scénarios et ses personnages en s'inspirant de situations anecdotiques et humoristiques. Selon un critique de l'époque, ses numéros sont caractérisés par leur simplicité, ainsi que par « une humanité qui rapproche l'artiste et le public en une sympathie commune, une tendresse fraternelle ».

#### Voyage au Pérou
Naturellement attiré vers les arts, André Melançon est également fasciné par les rapports humains. Durant ses études, il est influencé par la pensée et l'action sociale de l'abbé Pierre. Un jour, en visitant un « chantier étudiant » – sorte de mouvement catholique d'étudiants faisant des corvées pour des familles pauvres (nettoyage de maisons, peinture de murs ou de plafonds, constructions, réparations, etc.) – dans un quartier défavorisé de Montréal, il a un coup de cœur. Confronté à une réalité bien différente de celle d'Outremont ou de Rouyn, il n'en est pas moins préoccupé par le sort des « bums » (laissés-pour-compte) de la société. Il finit par développer des liens d'amitié avec des habitants de ce quartier.
Inspiré par ces rencontres, déterminé à offrir de son temps et de son énergie pour soulager la misère, il décide de se porter volontaire pour une mission humanitaire. En septembre 1962, André Melançon s'envole pour Lima, au Pérou. Comme il le raconte : « Je suis allé au Pérou parce que j'ai pris conscience d'une réalité : aujourd'hui la charité n'est pas une question de bienfaisance, mais de justice. Et je crois que l'homme est capable d'un contact humain plus profond… Avant de partir, je me faisais des idées de la pauvreté, de la misère. Je vais te parler comme si je connaissais la misère depuis toujours. C'est faux! »
Au sein d'une communauté affiliée au mouvement Emmaüs, André Melançon aide à mettre sur pied des garderies pour soulager des mères monoparentales dans le besoin. Toutefois, le cadre de l'organisation finit par lui paraître comme un obstacle. Cherchant plutôt à être en contact direct avec les gens, au bout de quelques mois, il quitte la communauté pour aller demeurer chez un pêcheur nommé Gerardo. Il y trouve alors le contact qu'il espérait : « La technique [des disciples d'Emmaüs] peut aider énormément. Mais elle est secondaire. Il faut avant tout qu'une personne puisse établir de véritables contacts humains. À mon arrivée à Lima, j'ai visité une trentaine de maisons d'appartements construites spécialement pour les miséreux. En cinq ans, elles étaient devenues de véritables taudis parce qu'il n'y avait pas eu d'abord cet échange dont je parle […] Après avoir vécu dans la cabane de mon vieux pêcheur, j'ai bâti ma propre cabane, près de la mer ». Ce contact avec ce pêcheur lui permet également d'apprendre l'espagnol.

### Débuts professionnels

#### Psychoéducateur à Boscoville
À son retour au Québec en 1963, André Melançon poursuit des études en psychologie à l'Institut de psychologie de l'Université de Montréal.
Décrochant son diplôme en 1965, il devient ensuite psychoéducateur à Boscoville, un centre d'aide pour jeunes hommes en difficulté. Travaillant avec des jeunes issus de milieux difficiles, marqués par la pauvreté, la négligence et la violence, André Melançon enseigne le théâtre. Durant cette période, il réalise le film Le camp de Boscoville, un documentaire racontant le vécu de quatre garçons de cet établissement. Ce tournage marque un tournant majeur dans sa carrière.

#### Conseil québécois pour la diffusion du cinéma
En 1968, André Melançon quitte Boscoville et devient animateur pour le Conseil québécois pour la diffusion du cinéma. Cet organisme visait à distribuer les films québécois à l'étranger, ainsi qu'à mieux faire connaître au grand public les films produits au Québec. André Melançon fait ainsi son entrée dans le milieu cinéma. En entrevue, il affirme que son expérience en psychoéducation lui aura permis de développer des qualités essentielles pour tout bon réalisateur : « Mes six années en psychoéducation n'ont pas été un détour, dit-il. Parce qu'être psychoéducateur, c'est apprendre à regarder et à écouter. Comme c'est le cas avec le cinéma. Parmi les pionniers du cinéma québécois, Michel Brault nous a appris à regarder, tandis que Pierre Perrault nous a appris à écouter. Car chez ce dernier, le verbe dominait ».
C'est ainsi qu'André Melançon parcourt le Québec et le monde en organisant des soirées-rencontres avec divers cinéastes québécois, dont Arthur Lamothe, Jean-Claude Labrecque, Gilles Groulx et Michel Brault.

### Premiers films
Malgré son expérience avec les jeunes, au départ, André Melançon ne prévoit pas se spécialiser dans les films jeunesse. Cherchant plutôt à laisser ses sujets parler d'eux-mêmes, il réalise ainsi son premier film documentaire en 1970 : une entrevue avec l'un de ses voisins et amis, le felquiste Charles Gagnon. Cependant, à la suite des événements de la crise d'Octobre, le court-métrage ne connaîtra qu'une diffusion limitée.
En 1971, Melançon est approché par l'Office du film du Québec pour réaliser deux courts-métrages éducatifs : L'enfant et les mathématiques et Le professeur et les mathématiques. La même année, il participe avec Micheline Guernon à la production d'un documentaire intitulé Un père Noël comme les autres, montrant une entrevue avec un homme incarnant le père Noël durant les Fêtes ainsi qu'un reportage sur ce phénomène.
Dans cette période, André Melançon commence aussi à jouer à l'écran. En 1972, le réalisateur Clément Perron le choisit pour jouer le personnage-titre de son film Taureau, une sorte d'idiot du village peu bavard et doté d'une grande force physique (mettant à profit la taille et la carrure imposante de Melançon). En 1973, Denys Arcand le choisit pour jouer un policier dans son drame Réjeanne Padovani.

### Office national du film (ONF)

#### Des armes et les hommes(1973)

En 1973, André Melançon devient réalisateur à l'ONF.

En 1973, André Melançon propose à l'Office national du film (ONF) son projet Des armes et les hommes, un documentaire se penchant sur le rapport des humains aux armes. Le projet devant être au départ une série portant sur toutes les armes « de la massue de Cro-Magnon jusqu'à la bombe à hydrogène », le réalisateur choisira finalement de resserrer le propos autour des armes à feu. Fidèle à son intérêt pour les figures marginales de la société, dans ce film, André Melançon présente le témoignage de gens ayant une expérience privilégiée avec les armes à feu : un voleur de banque, un policier, un délinquant, un militaire, mais aussi un simple citoyen amateur de tir.
Cherchant à donner à voir au spectateur plutôt qu'à exposer un propos de façon didactique, ce film mélange le documentaire et la fiction. En effet, les scènes de fiction intercalées avec les entrevues servent à montrer l'effet mystificateur des armes, ainsi qu'à confirmer les propos des témoins sur la place de la violence armée dans la société. Comme il l'explique en entrevue : « Ma première préoccupation était de savoir si le fait d’avoir une arme dans les mains, ça change quelque chose chez un individu. As-tu déjà essayé de prendre un "gun" chargé, de le mettre dans ta culotte, et d’aller te promener toute une journée dans la ville? Quelle sensation particulière cela apporte-t-il? Suite à cette préoccupation que j’avais, la première image qui m'est venue était celle d’un amphithéâtre d’université où des gens acceptaient de se faire tirer devant les étudiants pour voir l’effet des balles sur le corps humain ».
Ce film inaugurera pour André Melançon une carrière de dix ans comme réalisateur pigiste à l'ONF.

#### Toulmonde parle français(1974)
Jusqu'au milieu des années 1970, les films pour enfants projetés au Québec étaient essentiellement des productions commerciales étrangères. Quelques réalisateurs comme Roger Laliberté (Le diamant bleu, 1957; Les aventures de Ti-Ken, 1961), Bernard Gosselin (Le Martien de Noël, 1970) et Richard Lavoie (Guitare, 1974) avaient déjà fait quelques films dans ce genre. En 1975, les réalisateurs Peter Svatek et Jean Lafleur avaient également réalisé un film pour enfants intitulé La poursuite mystérieuse (titre français de The Mystery of the Million Dollar Hockey Puck). Cependant, en l'absence de structures de production et de distribution, le cinéma jeunesse québécois cherchait encore sa voie.
Dans ce contexte, en 1974, l'ONF décide de produire Toulmonde parle français, une série de dix courts-métrages de fiction pour apprendre le français. André Melançon est choisi pour réaliser trois films de cette série : « Les Oreilles » mène l'enquête, Les tacots et Le violon de Gaston. Ces courts-métrages marquent un tournant important dans la carrière d'André Melançon, qui tâte pour la première fois le terrain de la fiction. Selon l'historien du cinéma Pierre Véronneau, « [e]n termes personnels, [Melançon] veut maîtriser la réalisation de films pour jeunes et voir comment ceux-ci "marchent" dans une histoire. Par exemple, au moment du synopsis de "Les Oreilles" (janvier 1973), la production émet des doutes sur l’aspect fantaisiste du pouvoir du garçon [d'entendre à travers les murs], qui pourrait rebuter les jeunes spectateurs car ils n’y croiraient pas. Pour vérifier si la question de la crédibilité est un aspect important pour qu'un enfant se sente concerné par un film, Melançon organisera des rencontres avec des enfants de différents milieux pour en conclure que ce ne sera pas un problème ».
S'il délaissera l'aspect fantastique dans ses films suivants, l'intérêt premier de Melançon demeurera néanmoins de raconter des histoires. C'est par le cadre de la fiction qu'il choisira d'explorer les façons d'émouvoir le spectateur et qu'il trouvera une liberté d'invention plus grande que dans le cadre du cinéma documentaire. C'est également à partir de ces courts-métrages que le cinéma d'André Melançon abordera vraiment le thème de l'enfance.

#### Les Vrais perdants(1978) etComme les six doigts de la main(1978)
Après avoir tenu un rôle de lieutenant de l'armée canadienne dans Partis pour la gloire (Clément Perron, 1975) et réalisé deux courts-métrages (Un jeu dangereux et Une job à temps plein, 1977), André Melançon réalise un nouveau documentaire pour l'ONF : Les Vrais perdants.
Sorti en 1978, ce film suit le parcours de cinq filles et six garçons de 5 à 13 ans prenant part à des compétitions, surtout des compétitions sportives. Il pose un regard critique sur la pression subie par les enfants de la part de leurs parents et de leurs entraîneurs. Selon le réalisateur, le but était de montrer les souffrances des enfants dans ces situations souvent difficiles, parfois même dangereuses pour leur développement psychologique. Melançon souhaite ainsi offrir une réflexion plus large sur les pressions sociales que subissent les enfants pour performer et exceller à tout prix. Obtenant des réponses des adultes avec une certaine facilité (étant lui-même père de famille), Melançon était toutefois dérouté par le silence des enfants. Cherchant à comprendre, l'une des filles interrogées durant le tournage lui répondra : « On parle [...], mais vous autres, les adultes, vous ne nous écoutez pas. Et quand vous nous posez des questions, vous vous arrangez très souvent pour répondre à notre place ». Cette réponse marquera beaucoup André Melançon, lui faisant prendre la mesure de l'expérience vécue par les enfants, chose qui deviendra une part importante dans sa réflexion et sa démarche artistique.
Cette préoccupation est au cœur de son film suivant, Comme les six doigts de la main, également sorti en 1978. Le film raconte l'histoire d'un groupe d'enfants d'un quartier populaire de Montréal qui font subir une série d'épreuves d'initiation à un garçon voulant se joindre à eux. Les enfants se lancent ensuite à la poursuite d'un vieux Portugais mystérieux, soupçonné de cacher un terrible secret – celui d'être un espion. Le film est un succès. Il remporte le Prix du Meilleur long métrage québécois de l'Association québécoise des critiques de cinéma,.

#### La Parole aux enfants(1979)
En 1979, à l'occasion de l'Année internationale de l'enfance, André Melançon tourne La Parole aux enfants, une série de 43 épisodes présentée par Radio-Canada. Cette série vise à sensibiliser le public face aux enfants, en livrant leurs pensées sur une variété de sujets, dont la guerre, les jouets, la souffrance, l'amour, la naissance, la vieillesse, la pauvreté, la politique, la famille, la maladie, le travail et le divorce.

### Contes pour tous

#### Rencontre avec Rock Demers
En 1979, André Melançon rencontre le producteur Rock Demers. Pionnier de la distribution du cinéma jeunesse, il avait fondé en 1965 Faroun Films, une compagnie spécialisée en distribution de films pour enfants.
En 1982, Rock Demers fonde Les Productions La Fête, une compagnie de production de films jeunesse québécois. Tenant à se distinguer du cinéma américain à la Walt Disney, dont les films tout public misent sur la rentabilité immédiate, cette compagnie développe le concept des Contes pour tous, une série de films jeunesse suivant un certain nombre de principes :  
- Chaque film doit offrir une vision positive de la nature humaine;
- Chaque film doit éviter le manichéisme;
- Chaque film est tourné alternativement en français ou en anglais, d'un film à l'autre;
- Chaque film doit avoir comme personnage principal un enfant de 9 à 12 ans;
- Chaque personnage principal doit être alternativement un garçon ou une fille, d'un film à l'autre[39].

Afin de lancer la série des Contes pour tous, Rock Demers se tourne vers Danyèle Patenaude et Roger Cantin, deux cinéastes expérimentés dans le domaine du film pour enfants. Ils avaient écrit ensemble une télésérie de trois épisodes intitulée Le Château de neige, racontant l'histoire d'une guerre entre deux armées d'enfants se battant à coups de boules de neige. Leur but est de prendre le contrôle d'un château de neige et de s'emparer d'un butin de guerre provenant des deux armées. Afin d'adapter la télésérie en long métrage, Rock Demers se tourne vers André Melançon. À l'époque, Melançon travaillait sur une télésérie intitulée Zigzags, racontant des moments charnières (peine d'amour, deuil, etc.) dans la vie de six enfants d'un même quartier.

#### La Guerre des tuques(1984)
Le tournage du Château de neige est prévu au départ pour la première semaine de février 1984. La production avait choisi comme emplacement la région de Terrebonne, d'abord pour l'allure « apocalyptique » du paysage, mais aussi pour sa neige abondante devant servir aux scènes extérieures, en particulier celles devant se dérouler dans le château de neige. Toutefois, dix jours avant le début du tournage, un changement brusque de température ainsi accompagné d'une chaleur exceptionnelle fait fondre la quasi totalité de la neige. Se retrouvant ainsi à tourner dans la boue, la production doit trouver un nouvel emplacement. Après deux jours de recherches intensives, elle fixe son choix sur Baie-Saint-Paul et le village de Saint-Urbain, dans la région de Charlevoix, « à un demi-mille de l'endroit où se tourn[ait] Le Temps d'une paix ». Amusé par cette coïncidence, André Melançon confiera en entrevue avoir proposé à la blague de renommer le film Le Temps d'une guerre. Rock Demers choisira finalement de l'appeler La Guerre des tuques, en référence à La Guerre des boutons et possiblement à La Guerre des étoiles.
La production est imposante. Disposant d'un budget de 1 400 000 $, montant inédit à l'époque pour un film jeunesse au Québec, La Guerre des tuques met en vedette 18 enfants de 9 à 13 ans choisis parmi 3 000 jeunes auditionnés dans des écoles de la région de Montréal,. Partant d'un « parti pris pour les enfants », à travers La Guerre des tuques, André Melançon affirme avoir tenté de faire la synthèse entre les films d'action (comme Les Six doigts de la main) et ceux axés sur l'intimité des enfants (comme Zig-zags) :  
« J'ai un parti pris pour les enfants, reconnaît-il. […] Je préfère me centrer sur ce que vivent les enfants. Ce n'est pas que je me sens plus patient avec les enfants. C'est seulement que, au départ, j'aime beaucoup travailler avec eux. Je sais qu'une séquence va marcher sur l'écran quand, au moment de la tourner, j'ai eu du fun. Je prends beaucoup de plaisir à jouer avec les enfants. À la base avec eux, il y a une complicité. Le même principe vaut également dans mon cas pour les comédiens professionnels et l'équipe technique. Je pense qu'il faut arriver à ce qu'il n'y ait pas de boss sur un plateau, que les rapports ne soient pas des rapports de force mais de complicité. Un tournage, c'est un voyage. Tu pars en voyages, tu te donnes un but et tu essaies que ce soit le plus riche possible ».
Salué par la critique, La Guerre des tuques est l'un des plus grands succès commerciaux de la décennie,. Ce succès sera confirmé à l'étranger, le film étant distribué dans plus de 125 pays et récoltant de nombreux prix au Québec et ailleurs.

#### Projets parallèles en théâtre et en improvisation
En parallèle de sa carrière cinématographique, André Melançon continue à travailler comme acteur et metteur en scène. En 1981, il met en scène la pièce Ma p'tite vache a mal aux pattes coécrite avec la comédienne Jocelyne Goyette.
Aussi, au début des années 1980, il rejoint la Ligue nationale d'improvisation (LNI) comme entraîneur. Il accompagne la LNI dans le cadre de sa première tournée européenne en France, de même qu'en Belgique et en Suisse,. Au sein de la LNI, il fait connaissance avec plusieurs comédiens d'expérience comme Claude Laroche (du Grand Cirque ordinaire), Normand Lévesque, Sylvie Legault, Janine Sutto, Denis Bouchard, Marcel Lebœuf et Raymond Legault,.
Actif jusqu'en 1985, il remportera plusieurs prix, dont deux fois celui d'équipe championne de la LNI.

#### Bach et Bottine(1986)
Fort du succès de La Guerre des tuques, en 1986, André Melançon réalise un autre Conte pour tous : Bach et Bottine.
Écrit par Bernadette Renaud et André Melançon, le film raconte l'histoire émouvante et cocasse d'une orpheline de 11 ans nommée Fanny devant aller vivre avec son oncle Jean-Claude. Celui-ci, un comptable au profil de vieux garçon, est un passionné de musique, en particulier de l'œuvre de Bach. Afin de se préparer à un concours amateur d'orgue, l'oncle prend une année sabbatique de son travail. Toutefois, l'arrivée de sa nièce débordante d'énergie et d'imagination et de sa mouffette Bottine va complètement bouleverser la vie de cet homme réfugié dans les habitudes de sa solitude.
Resserrant l'action, dans ce film, Melançon a choisi de s'éloigner des séquences d'action et des plans larges comme on en trouvait dans La Guerre des tuques : « Dans un film d'action, comme le premier, c'est relativement facile pour des enfants de courir, grimper dans des échelles. Bach et Bottine est plus exigeant pour un jeune comédien. On ne bouge presque pas. C'est plus intime ». Cherchant également à montrer que les enfants ne sont pas des anges mais des personnes à part entière, André Melançon prend également la peine de montrer des séquences avec des comportements franchement répréhensibles.
Troisième film de la série des Contes pour tous, après Opération beurre de pinottes réalisé en 1985 par Michael Rubbio, Bach et Bottine est tourné en majeure partie à Québec, sur la rue des Érables dans le quartier Montcalm, au printemps 1986. Jouissant d'un budget similaire à celui de La Guerre des tuques, la production choisira Mahée Paiement pour camper le rôle de Fanny parmi 1 200 candidates et 88 filles retenues pour le test de l'écran. Salué par la critique, Bach et Bottine récoltera également plusieurs prix,.

#### La Grenouille et la Baleine(1988),Fierro... l'été des secrets(1989)
André Melançon coécrit le scénario de La Grenouille et la Baleine avec Jacques Bobet. Réalisé par Jean-Claude Lord, ce film raconte l'histoire d'une petite fille de 12 ans tentant de libérer une baleine prise en captivité dans des filets de pêcheurs du fleuve Saint-Laurent, au large de la Basse-Côte-Nord. Sorti en 1988, il est également un important succès des Contes pour tous.
En 1989, André Melançon se rend en Argentine pour tourner le huitième Conte pour tous, Fierro... l'été des secrets. Ce film raconte l'histoire de deux garçons dont l'amitié est menacée par une passion commune pour un cheval sauvage, et la relation tendue entre une adolescente et son grand-père au passé douloureux. Pour ce film, André Melançon a tourné avec de jeunes acteurs en espagnol, une langue qu'il avait apprise au Pérou durant les années 1960.

#### Rafales(1990)
S'éloignant du cinéma jeunesse, André Melançon réalise le drame policier Rafales en 1990. Ce film se déroule à Montréal, à la veille des Fêtes. Un jour de tempête de neige, deux frères nommés Gérard et Normand et leur associé se préparent à faire un hold-up. Au moment de passer à l'action, l'associé laisse tomber les deux frères et s'enfuit. Les bandits sont alors pris en chasse par la police. Normand finit par se faire arrêter tandis que Gérard parvient à s'échapper et à se cacher. Un journaliste radiophonique qui a assisté à la scène, nommé Louis-Philippe, retrace Gérard. Désespéré par la situation, Gérard veut faire libérer son frère. Louis-Philippe offre alors de se laisser prendre en otage par Gérard et de lui offrir sa tribune radio pour se faire entendre par les autorités. Ce geste d'éclat alerte la police qui se rend à la station de radio. Après s'être confié sur les raisons qui l'ont poussé à poser son geste, Gérard finit par obtenir une ligne téléphonique avec son frère. Hélas, l'histoire se termine de façon tragique.
Coauteurs du scénario avec André Melançon, Denis Bouchard (Louis-Philippe) et Marcel Lebœuf (Gérard) incarnent dans ce film des rôles fort différents de ceux auxquels il avaient habitué le public, à l'époque. Auparavant, les deux comédiens s'étaient fait connaître essentiellement par des rôles comiques et par leurs talents d'improvisateur au sein de la LNI.

### Télévision
Dans les années 1990, André Melançon délaisse un peu le cinéma pour se tourner vers la télévision. Dans ce contexte, il est approché par la Société Radio-Canada pour réaliser la série Les Filles de Caleb. Toutefois, à la suite d'un conflit avec la production au sujet du choix de la comédienne pour le rôle d'Émilie Bordeleau, Melançon décide de se retirer du projet. Il est alors remplacé par Jean Beaudin.
En 1997, Melançon écrit et réalise Cher Olivier, une télésérie de quatre heures évoquant la vie et la carrière de l’acteur comique Olivier Guimond, mettant en vedette Benoit Brière dans le rôle principal. Succès d’auditoire, la série rafle huit Prix Gémeaux dont ceux de la meilleure série dramatique, de la meilleure réalisation et du meilleur texte.
Melançon sera moins heureux avec les téléséries Ces enfants d'ailleurs – La suite (adaptation d'un roman d'Arlette Cousture diffusée à l'automne 1998) et Asbestos (reconstitution de la grève de l'amiante de 1949, diffusée à l'hiver 2002). Dans les deux cas, la critique offre un accueil tiède. Puis, en 2000-2001, Melançon prépare avec Gilles Desjardins une série sur le rockeur Gerry Boulet, s'inspirant de l'ouvrage Avant de m'en aller de Mario Roy paru en 1993,. Le projet de série sera finalement transformé en long métrage. Réalisé par Alain DesRochers, à partir d'un scénario écrit par Nathalie Petrowski, Gerry est sorti en 2011.
Enfin, durant la même période, il réalise aussi des publicités pour les pharmacies Jean Coutu mettant en vedette un jeune Xavier Dolan.

### Retour au cinéma
André Melançon a également été très impliqué dans la création de l'Institut national de l'image et du son (INIS). C'est à cet endroit qu'il donne, au début des années 2000, des ateliers de réalisation ainsi que des ateliers de jeu devant la caméra,. Au sein de la Société des auteurs et des compositeurs dramatiques (SACD), il met également sur pied Pour la suite du monde, une activité de mentorats pour jeunes créateurs rendant hommage à l'œuvre de Pierre Perreault et Michel Brault.
En 2004, il revient aux Contes pour tous avec le film Daniel et les Superdogs. Dans cette histoire, un garçon de 13 ans vit dans le deuil après la mort de sa mère. Pour se consoler, il s'occupe de son chien nommé Gipsy qu'il entraîne en vue d'un spectacle des Superdogs. Les Superdogs sont une série de spectacles populaires dans le Canada anglais, montrant des chiens savants se livrant à des courses et à toutes sortes de jeux d'adresse. Le garçon se lie d'amitié avec la fille de la propriétaire d'un chenil (incarnée par Macha Grenon).
En 2007, Melançon retrouve le genre documentaire avec L'Âge de passion. Dans ce film, le réalisateur pose un regard rétrospectif sur les enfants qu'il a rencontrés trente ans plus tôt dans son documentaire Les Vrais perdants et montre leur évolution dans le monde des adultes.

#### Bénévolat
André Melançon a également travaillé comme bénévole auprès du Dr Julien, à la maison Aide aux Enfants en Difficulté (AED) du quartier Hochelaga-Maisonneuve de Montréal. En plus de donner des ateliers de théâtre aux jeunes de l'AED, il réalise avec eux en 2005 un documentaire sur leur expérience intitulé Printemps fragiles,.
Il collabore aussi avec l'Alliance gaspésienne des maisons d'aide et d'hébergement pour les femmes victimes de violence conjugale. Il tourne trois films de type docu-fiction, qui s'accompagnent de livrets d'animation pédagogique afin de sensibiliser à cette réalité : Traverser la peur (2007), La Cicatrice (2010) et La Construction du personnage (2016),.

### Mort
André Melançon meurt le 23 août 2016 des suites d'une leucémie.

## Vie privée
André Melançon épouse Michèle Devroede en 1967, une consœur de classe à l'Université de Montréal. Le couple aura deux enfants : Benoit (né en 1967) et Andréane (née en 1970).
À partir des années 1990, André Melançon devient le conjoint de la comédienne Andrée Lachapelle. Ils resteront ensemble jusqu'à son décès.

## Filmographie

### Comme acteur
- 1973 : Taureau : Taureau
- 1973 : Réjeanne Padovani : Lucien Bertrand
- 1973 : Les Allées de la terre
- 1975 : Partis pour la gloire : le lieutenant Laroche
- 1978 : Comme les six doigts de la main : le samurai
- 1982 : Doux aveux : Reynald
- 1982 : La Traversée de la Pacific (The Emperor of Peru) : pirate
- 1986 : Pouvoir intime : poursuivant
- 1987 : C'est pas parce qu'on est petit qu'on peut pas être grand (The Great Land of Small) : gardien
- 1988 : Lance et compte : Deuxième saison (feuilleton TV) : Sylvain
- 1989 : Les Matins infidèles : l'automobiliste furieux
- 1992 : Le Côté obscur du cœur (El Lado oscuro del corazón) : Erik
- 1992 : Les Intrépides (TV) : le gros méchant voleur d'oiseau
- 1992 : Coup de chance (TV)
- 1993 : Refugio en la ciudad
- 1993 : Pourquoi pas (en) (Because Why) : Garbage Man no 1
- 1993 : Un muro de silencio (es)
- 1995 : Le Billet de loterie (Une petite fille particulière) (TV) : Muche
- 1996 : Joyeux Calvaire : Armand
- 2001 : Vercingétorix : La légende du druide roi (Vercingétorix)
- 2007 : La Belle Empoisonneuse de Richard Jutras : Michel, restaurateur et ami de Homère

### Comme réalisateur
- 1970 : Charles Gagnon
- 1973 : Des armes et les hommes
- 1974 : Le Violon de Gaston
- 1974 : « Les Oreilles » mène l'enquête
- 1974 : Les Tacots
- 1978 : Les Vrais Perdants
- 1979 : Comme les six doigts de la main (mini-série)
- 1980 : L'Espace d'un été
- 1984 : La Guerre des tuques
- 1984 : Zig Zags (TV)[83]
- 1986 : Bach et Bottine
- 1987 : Le Lys cassé (téléfilm)
- 1989 : Fierro… l'été des secrets (es) (El Verano del potro)
- 1990 : Rafales
- 1991 : Nénette
- 1996 : Le Boulard
- 1997 : Cher Olivier (TV)
- 1998 : Ces enfants d'ailleurs – La suite (mini-série)
- 2000 : Albertine, en cinq temps (téléfilm)
- 2001 : Le Ciel sur la tête
- 2002 : Asbestos (mini-série)
- 2004 : Daniel et les Superdogs (hu) (Daniel and the Superdogs)
- 2007 : Traverser la peur
- 2010 : La Circatrice
- 2013 : Les Trains de la vie
- 2016 : La Construction du personnage

### Comme scénariste
- 1970 : Charles Gagnon
- 1973 : Des armes et les hommes
- 1974 : Le Violon de Gaston
- 1974 : « Les Oreilles » mène l'enquête
- 1974 : Les Tacots
- 1979 : Comme les six doigts de la main
- 1984 : Zig Zags (TV)
- 1986 : Bach et Bottine
- 1987 : La Grenouille et la Baleine
- 1990 : Rafales
- 1991 : El Verano del potro
- 1997 : Cher Olivier
- 2004 : Samuel et la Mer
- 2014 : La Gang des hors-la-loi

## Théâtre

### Comme metteur en scène
- 1981 : Ma p'tite vache a mal aux pattes, pièce coécrite avec Jocelyne Goyette
- 2007 : La Promesse de l'aube, d'après le roman de Romain Gary
- 2008 : Les Justes d'Albert Camus

## Récompenses et nominations
Récompenses

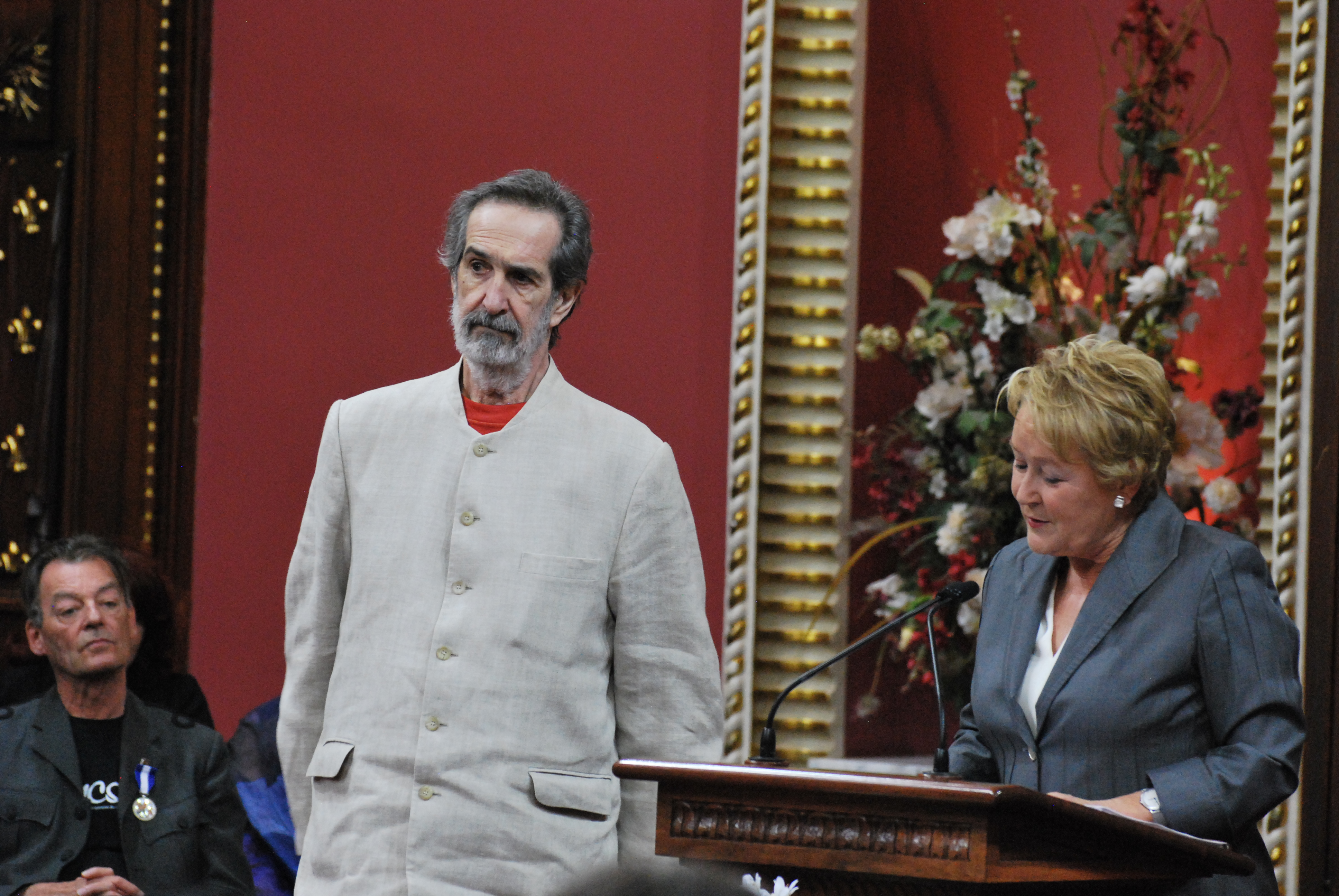
Cérémonie de remise de l'ordre national du Québec 2013.

- 1981 : Championnat de la Ligue nationale d'improvisation comme entraineur
- 1982 : Championnat de la Ligue nationale d'improvisation comme entraineur
- 1982 : Coupe Charade comme entraineur
- 1984 : Coupe Charade comme entraineur
- 1985 : Coupe Charade comme entraineur
- 1985 : Championnat de la Ligue nationale d'improvisation comme entraineur
- 1985 : Prix Bobine d'Or pour le film ayant obtenu le plus de recettes (La Guerre des tuques)
- 1985 : Grand prix du Festival au IIIe festival du Cinéma Jeune Public de Laon (La Guerre des tuques)
- 1985 : Palme d'Or au XIVe festival international de Moscou (La Guerre des tuques)
- 1985 : Grand prix du public au IIe festival international de films pour enfants de Chicago[84] (La Guerre des tuques)
- 1986 : Grand Prix Hydro-Québec, FCIAT, Rouyn-Noranda (Bach et Bottine)[85].
- 1995 : Championnat de la Ligue nationale d'improvisation comme entraineur
- 2012 : Prix Albert-Tessier[86]
- 2013 : Officier de l'Ordre national du Québec[87]
- 2015 : Prix Jutra-Hommage, pour l'ensemble de sa carrière[88]
- 2016 : Compagnon de l'Ordre des arts et des lettres du Québec
- 2016 : Inauguration de la Maison de la Culture André-Melançon dans la Ville de Saint-Ours